# Азійська частина Росії

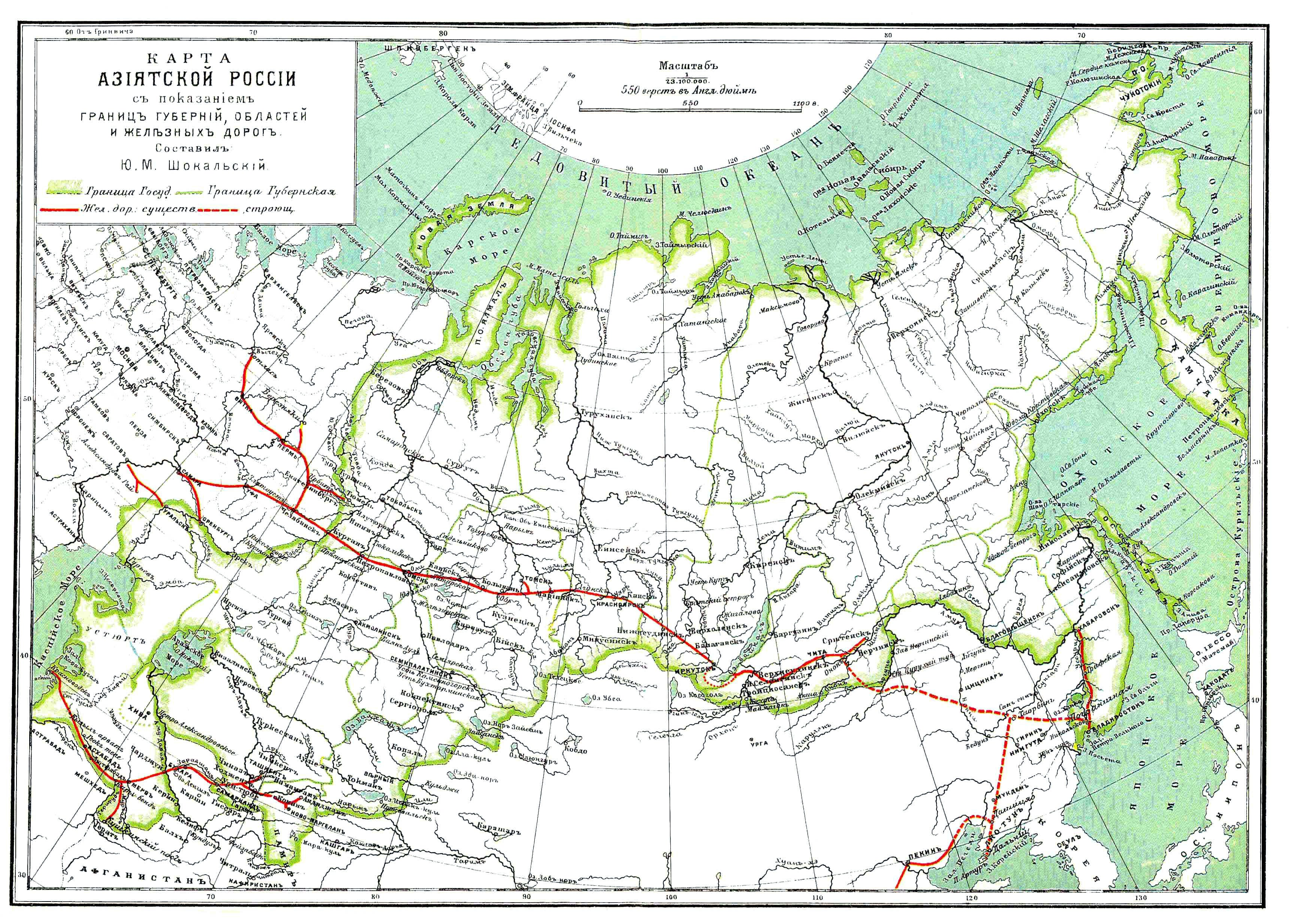
Складена Юлієм Шокальським карта Азійської частини Російської імперії в ЕСБЕ

Азі́йська части́на Росі́ї — частина Росії, що географічно належить до Азії.

## Площа та населення
Площа макрорегіону близько 13,1 млн км², що становить близько 77 % території нинішньої Росії. За даними російського перепису населення 2002 року на території УФО, СФО і ДФО в цілому проживало близько 39,13 млн осіб, тобто 27 % від загального населення РФ.
У середньому густота населення тут помітно нижча, ніж у європейської частини країни, і одна з найменших у світі — 1,9 жителя на 1 км² (середня по РФ — 8,3). За даними всеросійського перепису 2010 року населення на території УФО, СФО і ДФО в цілому складало 37,63 млн осіб.
Найбільші міста (з населенням понад 500 тис. осіб): Новосибірськ, Єкатеринбург, Челябінськ, Омськ, Красноярськ, Тюмень, Владивосток, Хабаровськ, Іркутськ, Новокузнецьк, Барнаул, Кемерово, Томськ. Азійську частину Росії нині складають чотири економічних райони країни — Уральський (частково), Західно-Сибірський, Східно-Сибірський і Далекосхідний.

## Історія

Сибірський федеральний округ Сибір в географічному сенсі Азійська частина РФ

### Російська імперія
Історично до Азійської частини Росії належали всі землі, що знаходяться за межами традиційного східнослов'янського ареалу розселення, завойовані з середини XVI століття, після того, як Московське князівство, завоювавши Казанське й Астраханське ханства та розширившись за Волгу, перейменувалось на Російське царство.
Подальша військова експансія Росії призвела до включення в її склад нових великих земель. Згідно Енциклопедичного словника Брокгауза та Ефрона, Азійська Росія на початок XX століття складалася з Сибіру (з Далеким Сходом), середньоазійських володінь (нинішні Казахстан і Середня Азія) і частина Кавказького краю імперії (нинішнє Закавказзя). Таке трактування було прийняте і деякими зарубіжними джерелами — наприклад, до Азійської Росії відносили бакинські нафтопромисли.

### При СРСР
З утворенням після Жовтневого перевороту РРФСР, а пізніше в результаті кількох воєн 1917—1922 рр. Радянського Союзу, а також підвищенням закавказьких і середньоазійських республік і автономій до статусу союзних республік, поняття Азійської Росії втратило колишнє значення й поступилося місцем новому — Азійська частина СРСР. Зокрема, таке формулювання використовується у Великій радянській енциклопедії і радянській профільній літературі. При цьому під Азійсько частиною Росії стала матися на увазі лише частина території РРФСР, що знаходиться в Азії.

## Сучасність
Цей сенс зберігається і після розпаду Союзу в 1991 році, коли в його середньоазійському і Закавказькому регіонах утворилися незалежні держави, а РРФСР стала Російською Федерацією. Сучасні джерела пишуть цей термін з малої, або з великої літери, тим самим підтверджуючи його чи то географічний, чи політичний характер.